# Overhydration
Overhydrering er tilstedeværelsen af for meget vand i kroppen, som giver symptomer som øget vægt, forhøjet blodtryk, væskeansamlinger (f.eks. hævede ankler), åndedrætsbesvær og hoste. Det er hovedsageligt ældre mennesker, som bliver overhydrerede, fordi de får at vide, at de skal drikke meget for at undgå urinvejsinfektion, træthed, svimmelhed eller forstoppelse.
Drikker vi for meget, må nyrerne filtrere mere væske ud af blodbanen så urinen bliver fortyndet. I værste fald bliver vi overhydrerede. Ved for stor væskeindtagelse vil de tidligere omtalte symptomer gradvis opstå. Det omvendte gælder ved for lille væskeindtagelse, hvor urinen bliver koncentreret, og vi sparer på væsken.